# 太田城 (常陸國)
太田城（おおたじょう）是日本古國常陸的一座平山城，位於今日茨城縣常陸太田市境內。在東日本旅客鐵道常陸太田車站以北大約1.7公里處的高地處、今日常陸太田市立太田小學校的校園內，還可以見到這座古城的城郭。太田城是關東七名城之一，又有著包括佐竹城、舞鶴城、青龍城等的別名。

## 外部連結
- （日語）常陸太田城，被掩埋的古城

36°32′46.09″N 140°31′9.65″E / 36.5461361°N 140.5193472°E